# 奇石乡
奇石乡，是中华人民共和国广西壮族自治区贵港市港北区下辖的一个乡镇级行政单位。

## 行政区划
奇石乡下辖以下地区：
奇石村、山乐村、福田村、古龙村、平治村、新清村、六马村、桂中村、达开村、兴中村和红江村。